# Ярославцев, Аркадий Иванович
Аркадий Иванович Ярославцев (21 ноября 1924, Чебоксары) — российский, ранее советский, шахматный композитор, мастер спорта СССР по шахматной композиции (1968).

## Биография
С 1941 года опубликовал свыше 360 композиций разных жанров, двух- и трёх- и многоходовки. На конкурсах удостоен 180 отличий, в том числе 50 призов. Финалист 12 личных чемпионатов СССР. Победитель 12-го командного чемпионата СССР (1984—1985) в составе сборной РСФСР. Имеет 23 балла в Альбомах ФИДЕ.
Автор ряда статей по вопросам шахматной композиции. Инженер-лесовод. С 1952 года возглавлял шахматный кружок в Курском Доме пионеров.

## Задачи
|   | a | b | c | d | e | f | g | h |   |
| - | --- | --- | --- | --- | --- | --- | --- | --- | - |
| 8 | c7 чёрная пешка · a6 чёрная пешка · b6 чёрная пешка · c6 белый слон · e6 чёрная пешка · a5 чёрная ладья · c5 чёрная пешка · h5 чёрная пешка · a4 чёрная ладья · b4 чёрный король · c4 чёрный слон · e4 белая ладья · a3 чёрная пешка · b3 белый конь · a2 белая пешка · g2 белая ладья · b1 белый конь · c1 белый король | c7 чёрная пешка · a6 чёрная пешка · b6 чёрная пешка · c6 белый слон · e6 чёрная пешка · a5 чёрная ладья · c5 чёрная пешка · h5 чёрная пешка · a4 чёрная ладья · b4 чёрный король · c4 чёрный слон · e4 белая ладья · a3 чёрная пешка · b3 белый конь · a2 белая пешка · g2 белая ладья · b1 белый конь · c1 белый король | c7 чёрная пешка · a6 чёрная пешка · b6 чёрная пешка · c6 белый слон · e6 чёрная пешка · a5 чёрная ладья · c5 чёрная пешка · h5 чёрная пешка · a4 чёрная ладья · b4 чёрный король · c4 чёрный слон · e4 белая ладья · a3 чёрная пешка · b3 белый конь · a2 белая пешка · g2 белая ладья · b1 белый конь · c1 белый король | c7 чёрная пешка · a6 чёрная пешка · b6 чёрная пешка · c6 белый слон · e6 чёрная пешка · a5 чёрная ладья · c5 чёрная пешка · h5 чёрная пешка · a4 чёрная ладья · b4 чёрный король · c4 чёрный слон · e4 белая ладья · a3 чёрная пешка · b3 белый конь · a2 белая пешка · g2 белая ладья · b1 белый конь · c1 белый король | c7 чёрная пешка · a6 чёрная пешка · b6 чёрная пешка · c6 белый слон · e6 чёрная пешка · a5 чёрная ладья · c5 чёрная пешка · h5 чёрная пешка · a4 чёрная ладья · b4 чёрный король · c4 чёрный слон · e4 белая ладья · a3 чёрная пешка · b3 белый конь · a2 белая пешка · g2 белая ладья · b1 белый конь · c1 белый король | c7 чёрная пешка · a6 чёрная пешка · b6 чёрная пешка · c6 белый слон · e6 чёрная пешка · a5 чёрная ладья · c5 чёрная пешка · h5 чёрная пешка · a4 чёрная ладья · b4 чёрный король · c4 чёрный слон · e4 белая ладья · a3 чёрная пешка · b3 белый конь · a2 белая пешка · g2 белая ладья · b1 белый конь · c1 белый король | c7 чёрная пешка · a6 чёрная пешка · b6 чёрная пешка · c6 белый слон · e6 чёрная пешка · a5 чёрная ладья · c5 чёрная пешка · h5 чёрная пешка · a4 чёрная ладья · b4 чёрный король · c4 чёрный слон · e4 белая ладья · a3 чёрная пешка · b3 белый конь · a2 белая пешка · g2 белая ладья · b1 белый конь · c1 белый король | c7 чёрная пешка · a6 чёрная пешка · b6 чёрная пешка · c6 белый слон · e6 чёрная пешка · a5 чёрная ладья · c5 чёрная пешка · h5 чёрная пешка · a4 чёрная ладья · b4 чёрный король · c4 чёрный слон · e4 белая ладья · a3 чёрная пешка · b3 белый конь · a2 белая пешка · g2 белая ладья · b1 белый конь · c1 белый король | 8 |
| 7 | c7 чёрная пешка · a6 чёрная пешка · b6 чёрная пешка · c6 белый слон · e6 чёрная пешка · a5 чёрная ладья · c5 чёрная пешка · h5 чёрная пешка · a4 чёрная ладья · b4 чёрный король · c4 чёрный слон · e4 белая ладья · a3 чёрная пешка · b3 белый конь · a2 белая пешка · g2 белая ладья · b1 белый конь · c1 белый король | c7 чёрная пешка · a6 чёрная пешка · b6 чёрная пешка · c6 белый слон · e6 чёрная пешка · a5 чёрная ладья · c5 чёрная пешка · h5 чёрная пешка · a4 чёрная ладья · b4 чёрный король · c4 чёрный слон · e4 белая ладья · a3 чёрная пешка · b3 белый конь · a2 белая пешка · g2 белая ладья · b1 белый конь · c1 белый король | c7 чёрная пешка · a6 чёрная пешка · b6 чёрная пешка · c6 белый слон · e6 чёрная пешка · a5 чёрная ладья · c5 чёрная пешка · h5 чёрная пешка · a4 чёрная ладья · b4 чёрный король · c4 чёрный слон · e4 белая ладья · a3 чёрная пешка · b3 белый конь · a2 белая пешка · g2 белая ладья · b1 белый конь · c1 белый король | c7 чёрная пешка · a6 чёрная пешка · b6 чёрная пешка · c6 белый слон · e6 чёрная пешка · a5 чёрная ладья · c5 чёрная пешка · h5 чёрная пешка · a4 чёрная ладья · b4 чёрный король · c4 чёрный слон · e4 белая ладья · a3 чёрная пешка · b3 белый конь · a2 белая пешка · g2 белая ладья · b1 белый конь · c1 белый король | c7 чёрная пешка · a6 чёрная пешка · b6 чёрная пешка · c6 белый слон · e6 чёрная пешка · a5 чёрная ладья · c5 чёрная пешка · h5 чёрная пешка · a4 чёрная ладья · b4 чёрный король · c4 чёрный слон · e4 белая ладья · a3 чёрная пешка · b3 белый конь · a2 белая пешка · g2 белая ладья · b1 белый конь · c1 белый король | c7 чёрная пешка · a6 чёрная пешка · b6 чёрная пешка · c6 белый слон · e6 чёрная пешка · a5 чёрная ладья · c5 чёрная пешка · h5 чёрная пешка · a4 чёрная ладья · b4 чёрный король · c4 чёрный слон · e4 белая ладья · a3 чёрная пешка · b3 белый конь · a2 белая пешка · g2 белая ладья · b1 белый конь · c1 белый король | c7 чёрная пешка · a6 чёрная пешка · b6 чёрная пешка · c6 белый слон · e6 чёрная пешка · a5 чёрная ладья · c5 чёрная пешка · h5 чёрная пешка · a4 чёрная ладья · b4 чёрный король · c4 чёрный слон · e4 белая ладья · a3 чёрная пешка · b3 белый конь · a2 белая пешка · g2 белая ладья · b1 белый конь · c1 белый король | c7 чёрная пешка · a6 чёрная пешка · b6 чёрная пешка · c6 белый слон · e6 чёрная пешка · a5 чёрная ладья · c5 чёрная пешка · h5 чёрная пешка · a4 чёрная ладья · b4 чёрный король · c4 чёрный слон · e4 белая ладья · a3 чёрная пешка · b3 белый конь · a2 белая пешка · g2 белая ладья · b1 белый конь · c1 белый король | 7 |
| 6 | c7 чёрная пешка · a6 чёрная пешка · b6 чёрная пешка · c6 белый слон · e6 чёрная пешка · a5 чёрная ладья · c5 чёрная пешка · h5 чёрная пешка · a4 чёрная ладья · b4 чёрный король · c4 чёрный слон · e4 белая ладья · a3 чёрная пешка · b3 белый конь · a2 белая пешка · g2 белая ладья · b1 белый конь · c1 белый король | c7 чёрная пешка · a6 чёрная пешка · b6 чёрная пешка · c6 белый слон · e6 чёрная пешка · a5 чёрная ладья · c5 чёрная пешка · h5 чёрная пешка · a4 чёрная ладья · b4 чёрный король · c4 чёрный слон · e4 белая ладья · a3 чёрная пешка · b3 белый конь · a2 белая пешка · g2 белая ладья · b1 белый конь · c1 белый король | c7 чёрная пешка · a6 чёрная пешка · b6 чёрная пешка · c6 белый слон · e6 чёрная пешка · a5 чёрная ладья · c5 чёрная пешка · h5 чёрная пешка · a4 чёрная ладья · b4 чёрный король · c4 чёрный слон · e4 белая ладья · a3 чёрная пешка · b3 белый конь · a2 белая пешка · g2 белая ладья · b1 белый конь · c1 белый король | c7 чёрная пешка · a6 чёрная пешка · b6 чёрная пешка · c6 белый слон · e6 чёрная пешка · a5 чёрная ладья · c5 чёрная пешка · h5 чёрная пешка · a4 чёрная ладья · b4 чёрный король · c4 чёрный слон · e4 белая ладья · a3 чёрная пешка · b3 белый конь · a2 белая пешка · g2 белая ладья · b1 белый конь · c1 белый король | c7 чёрная пешка · a6 чёрная пешка · b6 чёрная пешка · c6 белый слон · e6 чёрная пешка · a5 чёрная ладья · c5 чёрная пешка · h5 чёрная пешка · a4 чёрная ладья · b4 чёрный король · c4 чёрный слон · e4 белая ладья · a3 чёрная пешка · b3 белый конь · a2 белая пешка · g2 белая ладья · b1 белый конь · c1 белый король | c7 чёрная пешка · a6 чёрная пешка · b6 чёрная пешка · c6 белый слон · e6 чёрная пешка · a5 чёрная ладья · c5 чёрная пешка · h5 чёрная пешка · a4 чёрная ладья · b4 чёрный король · c4 чёрный слон · e4 белая ладья · a3 чёрная пешка · b3 белый конь · a2 белая пешка · g2 белая ладья · b1 белый конь · c1 белый король | c7 чёрная пешка · a6 чёрная пешка · b6 чёрная пешка · c6 белый слон · e6 чёрная пешка · a5 чёрная ладья · c5 чёрная пешка · h5 чёрная пешка · a4 чёрная ладья · b4 чёрный король · c4 чёрный слон · e4 белая ладья · a3 чёрная пешка · b3 белый конь · a2 белая пешка · g2 белая ладья · b1 белый конь · c1 белый король | c7 чёрная пешка · a6 чёрная пешка · b6 чёрная пешка · c6 белый слон · e6 чёрная пешка · a5 чёрная ладья · c5 чёрная пешка · h5 чёрная пешка · a4 чёрная ладья · b4 чёрный король · c4 чёрный слон · e4 белая ладья · a3 чёрная пешка · b3 белый конь · a2 белая пешка · g2 белая ладья · b1 белый конь · c1 белый король | 6 |
| 5 | c7 чёрная пешка · a6 чёрная пешка · b6 чёрная пешка · c6 белый слон · e6 чёрная пешка · a5 чёрная ладья · c5 чёрная пешка · h5 чёрная пешка · a4 чёрная ладья · b4 чёрный король · c4 чёрный слон · e4 белая ладья · a3 чёрная пешка · b3 белый конь · a2 белая пешка · g2 белая ладья · b1 белый конь · c1 белый король | c7 чёрная пешка · a6 чёрная пешка · b6 чёрная пешка · c6 белый слон · e6 чёрная пешка · a5 чёрная ладья · c5 чёрная пешка · h5 чёрная пешка · a4 чёрная ладья · b4 чёрный король · c4 чёрный слон · e4 белая ладья · a3 чёрная пешка · b3 белый конь · a2 белая пешка · g2 белая ладья · b1 белый конь · c1 белый король | c7 чёрная пешка · a6 чёрная пешка · b6 чёрная пешка · c6 белый слон · e6 чёрная пешка · a5 чёрная ладья · c5 чёрная пешка · h5 чёрная пешка · a4 чёрная ладья · b4 чёрный король · c4 чёрный слон · e4 белая ладья · a3 чёрная пешка · b3 белый конь · a2 белая пешка · g2 белая ладья · b1 белый конь · c1 белый король | c7 чёрная пешка · a6 чёрная пешка · b6 чёрная пешка · c6 белый слон · e6 чёрная пешка · a5 чёрная ладья · c5 чёрная пешка · h5 чёрная пешка · a4 чёрная ладья · b4 чёрный король · c4 чёрный слон · e4 белая ладья · a3 чёрная пешка · b3 белый конь · a2 белая пешка · g2 белая ладья · b1 белый конь · c1 белый король | c7 чёрная пешка · a6 чёрная пешка · b6 чёрная пешка · c6 белый слон · e6 чёрная пешка · a5 чёрная ладья · c5 чёрная пешка · h5 чёрная пешка · a4 чёрная ладья · b4 чёрный король · c4 чёрный слон · e4 белая ладья · a3 чёрная пешка · b3 белый конь · a2 белая пешка · g2 белая ладья · b1 белый конь · c1 белый король | c7 чёрная пешка · a6 чёрная пешка · b6 чёрная пешка · c6 белый слон · e6 чёрная пешка · a5 чёрная ладья · c5 чёрная пешка · h5 чёрная пешка · a4 чёрная ладья · b4 чёрный король · c4 чёрный слон · e4 белая ладья · a3 чёрная пешка · b3 белый конь · a2 белая пешка · g2 белая ладья · b1 белый конь · c1 белый король | c7 чёрная пешка · a6 чёрная пешка · b6 чёрная пешка · c6 белый слон · e6 чёрная пешка · a5 чёрная ладья · c5 чёрная пешка · h5 чёрная пешка · a4 чёрная ладья · b4 чёрный король · c4 чёрный слон · e4 белая ладья · a3 чёрная пешка · b3 белый конь · a2 белая пешка · g2 белая ладья · b1 белый конь · c1 белый король | c7 чёрная пешка · a6 чёрная пешка · b6 чёрная пешка · c6 белый слон · e6 чёрная пешка · a5 чёрная ладья · c5 чёрная пешка · h5 чёрная пешка · a4 чёрная ладья · b4 чёрный король · c4 чёрный слон · e4 белая ладья · a3 чёрная пешка · b3 белый конь · a2 белая пешка · g2 белая ладья · b1 белый конь · c1 белый король | 5 |
| 4 | c7 чёрная пешка · a6 чёрная пешка · b6 чёрная пешка · c6 белый слон · e6 чёрная пешка · a5 чёрная ладья · c5 чёрная пешка · h5 чёрная пешка · a4 чёрная ладья · b4 чёрный король · c4 чёрный слон · e4 белая ладья · a3 чёрная пешка · b3 белый конь · a2 белая пешка · g2 белая ладья · b1 белый конь · c1 белый король | c7 чёрная пешка · a6 чёрная пешка · b6 чёрная пешка · c6 белый слон · e6 чёрная пешка · a5 чёрная ладья · c5 чёрная пешка · h5 чёрная пешка · a4 чёрная ладья · b4 чёрный король · c4 чёрный слон · e4 белая ладья · a3 чёрная пешка · b3 белый конь · a2 белая пешка · g2 белая ладья · b1 белый конь · c1 белый король | c7 чёрная пешка · a6 чёрная пешка · b6 чёрная пешка · c6 белый слон · e6 чёрная пешка · a5 чёрная ладья · c5 чёрная пешка · h5 чёрная пешка · a4 чёрная ладья · b4 чёрный король · c4 чёрный слон · e4 белая ладья · a3 чёрная пешка · b3 белый конь · a2 белая пешка · g2 белая ладья · b1 белый конь · c1 белый король | c7 чёрная пешка · a6 чёрная пешка · b6 чёрная пешка · c6 белый слон · e6 чёрная пешка · a5 чёрная ладья · c5 чёрная пешка · h5 чёрная пешка · a4 чёрная ладья · b4 чёрный король · c4 чёрный слон · e4 белая ладья · a3 чёрная пешка · b3 белый конь · a2 белая пешка · g2 белая ладья · b1 белый конь · c1 белый король | c7 чёрная пешка · a6 чёрная пешка · b6 чёрная пешка · c6 белый слон · e6 чёрная пешка · a5 чёрная ладья · c5 чёрная пешка · h5 чёрная пешка · a4 чёрная ладья · b4 чёрный король · c4 чёрный слон · e4 белая ладья · a3 чёрная пешка · b3 белый конь · a2 белая пешка · g2 белая ладья · b1 белый конь · c1 белый король | c7 чёрная пешка · a6 чёрная пешка · b6 чёрная пешка · c6 белый слон · e6 чёрная пешка · a5 чёрная ладья · c5 чёрная пешка · h5 чёрная пешка · a4 чёрная ладья · b4 чёрный король · c4 чёрный слон · e4 белая ладья · a3 чёрная пешка · b3 белый конь · a2 белая пешка · g2 белая ладья · b1 белый конь · c1 белый король | c7 чёрная пешка · a6 чёрная пешка · b6 чёрная пешка · c6 белый слон · e6 чёрная пешка · a5 чёрная ладья · c5 чёрная пешка · h5 чёрная пешка · a4 чёрная ладья · b4 чёрный король · c4 чёрный слон · e4 белая ладья · a3 чёрная пешка · b3 белый конь · a2 белая пешка · g2 белая ладья · b1 белый конь · c1 белый король | c7 чёрная пешка · a6 чёрная пешка · b6 чёрная пешка · c6 белый слон · e6 чёрная пешка · a5 чёрная ладья · c5 чёрная пешка · h5 чёрная пешка · a4 чёрная ладья · b4 чёрный король · c4 чёрный слон · e4 белая ладья · a3 чёрная пешка · b3 белый конь · a2 белая пешка · g2 белая ладья · b1 белый конь · c1 белый король | 4 |
| 3 | c7 чёрная пешка · a6 чёрная пешка · b6 чёрная пешка · c6 белый слон · e6 чёрная пешка · a5 чёрная ладья · c5 чёрная пешка · h5 чёрная пешка · a4 чёрная ладья · b4 чёрный король · c4 чёрный слон · e4 белая ладья · a3 чёрная пешка · b3 белый конь · a2 белая пешка · g2 белая ладья · b1 белый конь · c1 белый король | c7 чёрная пешка · a6 чёрная пешка · b6 чёрная пешка · c6 белый слон · e6 чёрная пешка · a5 чёрная ладья · c5 чёрная пешка · h5 чёрная пешка · a4 чёрная ладья · b4 чёрный король · c4 чёрный слон · e4 белая ладья · a3 чёрная пешка · b3 белый конь · a2 белая пешка · g2 белая ладья · b1 белый конь · c1 белый король | c7 чёрная пешка · a6 чёрная пешка · b6 чёрная пешка · c6 белый слон · e6 чёрная пешка · a5 чёрная ладья · c5 чёрная пешка · h5 чёрная пешка · a4 чёрная ладья · b4 чёрный король · c4 чёрный слон · e4 белая ладья · a3 чёрная пешка · b3 белый конь · a2 белая пешка · g2 белая ладья · b1 белый конь · c1 белый король | c7 чёрная пешка · a6 чёрная пешка · b6 чёрная пешка · c6 белый слон · e6 чёрная пешка · a5 чёрная ладья · c5 чёрная пешка · h5 чёрная пешка · a4 чёрная ладья · b4 чёрный король · c4 чёрный слон · e4 белая ладья · a3 чёрная пешка · b3 белый конь · a2 белая пешка · g2 белая ладья · b1 белый конь · c1 белый король | c7 чёрная пешка · a6 чёрная пешка · b6 чёрная пешка · c6 белый слон · e6 чёрная пешка · a5 чёрная ладья · c5 чёрная пешка · h5 чёрная пешка · a4 чёрная ладья · b4 чёрный король · c4 чёрный слон · e4 белая ладья · a3 чёрная пешка · b3 белый конь · a2 белая пешка · g2 белая ладья · b1 белый конь · c1 белый король | c7 чёрная пешка · a6 чёрная пешка · b6 чёрная пешка · c6 белый слон · e6 чёрная пешка · a5 чёрная ладья · c5 чёрная пешка · h5 чёрная пешка · a4 чёрная ладья · b4 чёрный король · c4 чёрный слон · e4 белая ладья · a3 чёрная пешка · b3 белый конь · a2 белая пешка · g2 белая ладья · b1 белый конь · c1 белый король | c7 чёрная пешка · a6 чёрная пешка · b6 чёрная пешка · c6 белый слон · e6 чёрная пешка · a5 чёрная ладья · c5 чёрная пешка · h5 чёрная пешка · a4 чёрная ладья · b4 чёрный король · c4 чёрный слон · e4 белая ладья · a3 чёрная пешка · b3 белый конь · a2 белая пешка · g2 белая ладья · b1 белый конь · c1 белый король | c7 чёрная пешка · a6 чёрная пешка · b6 чёрная пешка · c6 белый слон · e6 чёрная пешка · a5 чёрная ладья · c5 чёрная пешка · h5 чёрная пешка · a4 чёрная ладья · b4 чёрный король · c4 чёрный слон · e4 белая ладья · a3 чёрная пешка · b3 белый конь · a2 белая пешка · g2 белая ладья · b1 белый конь · c1 белый король | 3 |
| 2 | c7 чёрная пешка · a6 чёрная пешка · b6 чёрная пешка · c6 белый слон · e6 чёрная пешка · a5 чёрная ладья · c5 чёрная пешка · h5 чёрная пешка · a4 чёрная ладья · b4 чёрный король · c4 чёрный слон · e4 белая ладья · a3 чёрная пешка · b3 белый конь · a2 белая пешка · g2 белая ладья · b1 белый конь · c1 белый король | c7 чёрная пешка · a6 чёрная пешка · b6 чёрная пешка · c6 белый слон · e6 чёрная пешка · a5 чёрная ладья · c5 чёрная пешка · h5 чёрная пешка · a4 чёрная ладья · b4 чёрный король · c4 чёрный слон · e4 белая ладья · a3 чёрная пешка · b3 белый конь · a2 белая пешка · g2 белая ладья · b1 белый конь · c1 белый король | c7 чёрная пешка · a6 чёрная пешка · b6 чёрная пешка · c6 белый слон · e6 чёрная пешка · a5 чёрная ладья · c5 чёрная пешка · h5 чёрная пешка · a4 чёрная ладья · b4 чёрный король · c4 чёрный слон · e4 белая ладья · a3 чёрная пешка · b3 белый конь · a2 белая пешка · g2 белая ладья · b1 белый конь · c1 белый король | c7 чёрная пешка · a6 чёрная пешка · b6 чёрная пешка · c6 белый слон · e6 чёрная пешка · a5 чёрная ладья · c5 чёрная пешка · h5 чёрная пешка · a4 чёрная ладья · b4 чёрный король · c4 чёрный слон · e4 белая ладья · a3 чёрная пешка · b3 белый конь · a2 белая пешка · g2 белая ладья · b1 белый конь · c1 белый король | c7 чёрная пешка · a6 чёрная пешка · b6 чёрная пешка · c6 белый слон · e6 чёрная пешка · a5 чёрная ладья · c5 чёрная пешка · h5 чёрная пешка · a4 чёрная ладья · b4 чёрный король · c4 чёрный слон · e4 белая ладья · a3 чёрная пешка · b3 белый конь · a2 белая пешка · g2 белая ладья · b1 белый конь · c1 белый король | c7 чёрная пешка · a6 чёрная пешка · b6 чёрная пешка · c6 белый слон · e6 чёрная пешка · a5 чёрная ладья · c5 чёрная пешка · h5 чёрная пешка · a4 чёрная ладья · b4 чёрный король · c4 чёрный слон · e4 белая ладья · a3 чёрная пешка · b3 белый конь · a2 белая пешка · g2 белая ладья · b1 белый конь · c1 белый король | c7 чёрная пешка · a6 чёрная пешка · b6 чёрная пешка · c6 белый слон · e6 чёрная пешка · a5 чёрная ладья · c5 чёрная пешка · h5 чёрная пешка · a4 чёрная ладья · b4 чёрный король · c4 чёрный слон · e4 белая ладья · a3 чёрная пешка · b3 белый конь · a2 белая пешка · g2 белая ладья · b1 белый конь · c1 белый король | c7 чёрная пешка · a6 чёрная пешка · b6 чёрная пешка · c6 белый слон · e6 чёрная пешка · a5 чёрная ладья · c5 чёрная пешка · h5 чёрная пешка · a4 чёрная ладья · b4 чёрный король · c4 чёрный слон · e4 белая ладья · a3 чёрная пешка · b3 белый конь · a2 белая пешка · g2 белая ладья · b1 белый конь · c1 белый король | 2 |
| 1 | c7 чёрная пешка · a6 чёрная пешка · b6 чёрная пешка · c6 белый слон · e6 чёрная пешка · a5 чёрная ладья · c5 чёрная пешка · h5 чёрная пешка · a4 чёрная ладья · b4 чёрный король · c4 чёрный слон · e4 белая ладья · a3 чёрная пешка · b3 белый конь · a2 белая пешка · g2 белая ладья · b1 белый конь · c1 белый король | c7 чёрная пешка · a6 чёрная пешка · b6 чёрная пешка · c6 белый слон · e6 чёрная пешка · a5 чёрная ладья · c5 чёрная пешка · h5 чёрная пешка · a4 чёрная ладья · b4 чёрный король · c4 чёрный слон · e4 белая ладья · a3 чёрная пешка · b3 белый конь · a2 белая пешка · g2 белая ладья · b1 белый конь · c1 белый король | c7 чёрная пешка · a6 чёрная пешка · b6 чёрная пешка · c6 белый слон · e6 чёрная пешка · a5 чёрная ладья · c5 чёрная пешка · h5 чёрная пешка · a4 чёрная ладья · b4 чёрный король · c4 чёрный слон · e4 белая ладья · a3 чёрная пешка · b3 белый конь · a2 белая пешка · g2 белая ладья · b1 белый конь · c1 белый король | c7 чёрная пешка · a6 чёрная пешка · b6 чёрная пешка · c6 белый слон · e6 чёрная пешка · a5 чёрная ладья · c5 чёрная пешка · h5 чёрная пешка · a4 чёрная ладья · b4 чёрный король · c4 чёрный слон · e4 белая ладья · a3 чёрная пешка · b3 белый конь · a2 белая пешка · g2 белая ладья · b1 белый конь · c1 белый король | c7 чёрная пешка · a6 чёрная пешка · b6 чёрная пешка · c6 белый слон · e6 чёрная пешка · a5 чёрная ладья · c5 чёрная пешка · h5 чёрная пешка · a4 чёрная ладья · b4 чёрный король · c4 чёрный слон · e4 белая ладья · a3 чёрная пешка · b3 белый конь · a2 белая пешка · g2 белая ладья · b1 белый конь · c1 белый король | c7 чёрная пешка · a6 чёрная пешка · b6 чёрная пешка · c6 белый слон · e6 чёрная пешка · a5 чёрная ладья · c5 чёрная пешка · h5 чёрная пешка · a4 чёрная ладья · b4 чёрный король · c4 чёрный слон · e4 белая ладья · a3 чёрная пешка · b3 белый конь · a2 белая пешка · g2 белая ладья · b1 белый конь · c1 белый король | c7 чёрная пешка · a6 чёрная пешка · b6 чёрная пешка · c6 белый слон · e6 чёрная пешка · a5 чёрная ладья · c5 чёрная пешка · h5 чёрная пешка · a4 чёрная ладья · b4 чёрный король · c4 чёрный слон · e4 белая ладья · a3 чёрная пешка · b3 белый конь · a2 белая пешка · g2 белая ладья · b1 белый конь · c1 белый король | c7 чёрная пешка · a6 чёрная пешка · b6 чёрная пешка · c6 белый слон · e6 чёрная пешка · a5 чёрная ладья · c5 чёрная пешка · h5 чёрная пешка · a4 чёрная ладья · b4 чёрный король · c4 чёрный слон · e4 белая ладья · a3 чёрная пешка · b3 белый конь · a2 белая пешка · g2 белая ладья · b1 белый конь · c1 белый король | 1 |
|   | a | b | c | d | e | f | g | h |   |

1.Крc2 цугцванг, 

1…Лb5 К1d2 и 3.Л:c4#, 

1…b5 2.Кc1 и 3.Кd3#, 

1…h4 2.Л:c4+ Кр:c4 3.Лg4#, 

1…e5 2.Кc3 и 3.Kd5#.
|   | a | b | c | d | e | f | g | h |   |
| - | --- | --- | --- | --- | --- | --- | --- | --- | - |
| 8 | a8 чёрная ладья · e8 чёрный король · h8 чёрная ладья · a7 чёрная пешка · d7 чёрная пешка · e7 чёрная пешка · e6 белая ладья · c5 белый слон · f5 белый слон · a4 чёрная пешка · d4 белый король · h4 чёрная пешка · b3 чёрный слон · c3 чёрная пешка · d3 чёрный конь · e3 чёрная пешка · a2 чёрный ферзь · h2 белый ферзь | a8 чёрная ладья · e8 чёрный король · h8 чёрная ладья · a7 чёрная пешка · d7 чёрная пешка · e7 чёрная пешка · e6 белая ладья · c5 белый слон · f5 белый слон · a4 чёрная пешка · d4 белый король · h4 чёрная пешка · b3 чёрный слон · c3 чёрная пешка · d3 чёрный конь · e3 чёрная пешка · a2 чёрный ферзь · h2 белый ферзь | a8 чёрная ладья · e8 чёрный король · h8 чёрная ладья · a7 чёрная пешка · d7 чёрная пешка · e7 чёрная пешка · e6 белая ладья · c5 белый слон · f5 белый слон · a4 чёрная пешка · d4 белый король · h4 чёрная пешка · b3 чёрный слон · c3 чёрная пешка · d3 чёрный конь · e3 чёрная пешка · a2 чёрный ферзь · h2 белый ферзь | a8 чёрная ладья · e8 чёрный король · h8 чёрная ладья · a7 чёрная пешка · d7 чёрная пешка · e7 чёрная пешка · e6 белая ладья · c5 белый слон · f5 белый слон · a4 чёрная пешка · d4 белый король · h4 чёрная пешка · b3 чёрный слон · c3 чёрная пешка · d3 чёрный конь · e3 чёрная пешка · a2 чёрный ферзь · h2 белый ферзь | a8 чёрная ладья · e8 чёрный король · h8 чёрная ладья · a7 чёрная пешка · d7 чёрная пешка · e7 чёрная пешка · e6 белая ладья · c5 белый слон · f5 белый слон · a4 чёрная пешка · d4 белый король · h4 чёрная пешка · b3 чёрный слон · c3 чёрная пешка · d3 чёрный конь · e3 чёрная пешка · a2 чёрный ферзь · h2 белый ферзь | a8 чёрная ладья · e8 чёрный король · h8 чёрная ладья · a7 чёрная пешка · d7 чёрная пешка · e7 чёрная пешка · e6 белая ладья · c5 белый слон · f5 белый слон · a4 чёрная пешка · d4 белый король · h4 чёрная пешка · b3 чёрный слон · c3 чёрная пешка · d3 чёрный конь · e3 чёрная пешка · a2 чёрный ферзь · h2 белый ферзь | a8 чёрная ладья · e8 чёрный король · h8 чёрная ладья · a7 чёрная пешка · d7 чёрная пешка · e7 чёрная пешка · e6 белая ладья · c5 белый слон · f5 белый слон · a4 чёрная пешка · d4 белый король · h4 чёрная пешка · b3 чёрный слон · c3 чёрная пешка · d3 чёрный конь · e3 чёрная пешка · a2 чёрный ферзь · h2 белый ферзь | a8 чёрная ладья · e8 чёрный король · h8 чёрная ладья · a7 чёрная пешка · d7 чёрная пешка · e7 чёрная пешка · e6 белая ладья · c5 белый слон · f5 белый слон · a4 чёрная пешка · d4 белый король · h4 чёрная пешка · b3 чёрный слон · c3 чёрная пешка · d3 чёрный конь · e3 чёрная пешка · a2 чёрный ферзь · h2 белый ферзь | 8 |
| 7 | a8 чёрная ладья · e8 чёрный король · h8 чёрная ладья · a7 чёрная пешка · d7 чёрная пешка · e7 чёрная пешка · e6 белая ладья · c5 белый слон · f5 белый слон · a4 чёрная пешка · d4 белый король · h4 чёрная пешка · b3 чёрный слон · c3 чёрная пешка · d3 чёрный конь · e3 чёрная пешка · a2 чёрный ферзь · h2 белый ферзь | a8 чёрная ладья · e8 чёрный король · h8 чёрная ладья · a7 чёрная пешка · d7 чёрная пешка · e7 чёрная пешка · e6 белая ладья · c5 белый слон · f5 белый слон · a4 чёрная пешка · d4 белый король · h4 чёрная пешка · b3 чёрный слон · c3 чёрная пешка · d3 чёрный конь · e3 чёрная пешка · a2 чёрный ферзь · h2 белый ферзь | a8 чёрная ладья · e8 чёрный король · h8 чёрная ладья · a7 чёрная пешка · d7 чёрная пешка · e7 чёрная пешка · e6 белая ладья · c5 белый слон · f5 белый слон · a4 чёрная пешка · d4 белый король · h4 чёрная пешка · b3 чёрный слон · c3 чёрная пешка · d3 чёрный конь · e3 чёрная пешка · a2 чёрный ферзь · h2 белый ферзь | a8 чёрная ладья · e8 чёрный король · h8 чёрная ладья · a7 чёрная пешка · d7 чёрная пешка · e7 чёрная пешка · e6 белая ладья · c5 белый слон · f5 белый слон · a4 чёрная пешка · d4 белый король · h4 чёрная пешка · b3 чёрный слон · c3 чёрная пешка · d3 чёрный конь · e3 чёрная пешка · a2 чёрный ферзь · h2 белый ферзь | a8 чёрная ладья · e8 чёрный король · h8 чёрная ладья · a7 чёрная пешка · d7 чёрная пешка · e7 чёрная пешка · e6 белая ладья · c5 белый слон · f5 белый слон · a4 чёрная пешка · d4 белый король · h4 чёрная пешка · b3 чёрный слон · c3 чёрная пешка · d3 чёрный конь · e3 чёрная пешка · a2 чёрный ферзь · h2 белый ферзь | a8 чёрная ладья · e8 чёрный король · h8 чёрная ладья · a7 чёрная пешка · d7 чёрная пешка · e7 чёрная пешка · e6 белая ладья · c5 белый слон · f5 белый слон · a4 чёрная пешка · d4 белый король · h4 чёрная пешка · b3 чёрный слон · c3 чёрная пешка · d3 чёрный конь · e3 чёрная пешка · a2 чёрный ферзь · h2 белый ферзь | a8 чёрная ладья · e8 чёрный король · h8 чёрная ладья · a7 чёрная пешка · d7 чёрная пешка · e7 чёрная пешка · e6 белая ладья · c5 белый слон · f5 белый слон · a4 чёрная пешка · d4 белый король · h4 чёрная пешка · b3 чёрный слон · c3 чёрная пешка · d3 чёрный конь · e3 чёрная пешка · a2 чёрный ферзь · h2 белый ферзь | a8 чёрная ладья · e8 чёрный король · h8 чёрная ладья · a7 чёрная пешка · d7 чёрная пешка · e7 чёрная пешка · e6 белая ладья · c5 белый слон · f5 белый слон · a4 чёрная пешка · d4 белый король · h4 чёрная пешка · b3 чёрный слон · c3 чёрная пешка · d3 чёрный конь · e3 чёрная пешка · a2 чёрный ферзь · h2 белый ферзь | 7 |
| 6 | a8 чёрная ладья · e8 чёрный король · h8 чёрная ладья · a7 чёрная пешка · d7 чёрная пешка · e7 чёрная пешка · e6 белая ладья · c5 белый слон · f5 белый слон · a4 чёрная пешка · d4 белый король · h4 чёрная пешка · b3 чёрный слон · c3 чёрная пешка · d3 чёрный конь · e3 чёрная пешка · a2 чёрный ферзь · h2 белый ферзь | a8 чёрная ладья · e8 чёрный король · h8 чёрная ладья · a7 чёрная пешка · d7 чёрная пешка · e7 чёрная пешка · e6 белая ладья · c5 белый слон · f5 белый слон · a4 чёрная пешка · d4 белый король · h4 чёрная пешка · b3 чёрный слон · c3 чёрная пешка · d3 чёрный конь · e3 чёрная пешка · a2 чёрный ферзь · h2 белый ферзь | a8 чёрная ладья · e8 чёрный король · h8 чёрная ладья · a7 чёрная пешка · d7 чёрная пешка · e7 чёрная пешка · e6 белая ладья · c5 белый слон · f5 белый слон · a4 чёрная пешка · d4 белый король · h4 чёрная пешка · b3 чёрный слон · c3 чёрная пешка · d3 чёрный конь · e3 чёрная пешка · a2 чёрный ферзь · h2 белый ферзь | a8 чёрная ладья · e8 чёрный король · h8 чёрная ладья · a7 чёрная пешка · d7 чёрная пешка · e7 чёрная пешка · e6 белая ладья · c5 белый слон · f5 белый слон · a4 чёрная пешка · d4 белый король · h4 чёрная пешка · b3 чёрный слон · c3 чёрная пешка · d3 чёрный конь · e3 чёрная пешка · a2 чёрный ферзь · h2 белый ферзь | a8 чёрная ладья · e8 чёрный король · h8 чёрная ладья · a7 чёрная пешка · d7 чёрная пешка · e7 чёрная пешка · e6 белая ладья · c5 белый слон · f5 белый слон · a4 чёрная пешка · d4 белый король · h4 чёрная пешка · b3 чёрный слон · c3 чёрная пешка · d3 чёрный конь · e3 чёрная пешка · a2 чёрный ферзь · h2 белый ферзь | a8 чёрная ладья · e8 чёрный король · h8 чёрная ладья · a7 чёрная пешка · d7 чёрная пешка · e7 чёрная пешка · e6 белая ладья · c5 белый слон · f5 белый слон · a4 чёрная пешка · d4 белый король · h4 чёрная пешка · b3 чёрный слон · c3 чёрная пешка · d3 чёрный конь · e3 чёрная пешка · a2 чёрный ферзь · h2 белый ферзь | a8 чёрная ладья · e8 чёрный король · h8 чёрная ладья · a7 чёрная пешка · d7 чёрная пешка · e7 чёрная пешка · e6 белая ладья · c5 белый слон · f5 белый слон · a4 чёрная пешка · d4 белый король · h4 чёрная пешка · b3 чёрный слон · c3 чёрная пешка · d3 чёрный конь · e3 чёрная пешка · a2 чёрный ферзь · h2 белый ферзь | a8 чёрная ладья · e8 чёрный король · h8 чёрная ладья · a7 чёрная пешка · d7 чёрная пешка · e7 чёрная пешка · e6 белая ладья · c5 белый слон · f5 белый слон · a4 чёрная пешка · d4 белый король · h4 чёрная пешка · b3 чёрный слон · c3 чёрная пешка · d3 чёрный конь · e3 чёрная пешка · a2 чёрный ферзь · h2 белый ферзь | 6 |
| 5 | a8 чёрная ладья · e8 чёрный король · h8 чёрная ладья · a7 чёрная пешка · d7 чёрная пешка · e7 чёрная пешка · e6 белая ладья · c5 белый слон · f5 белый слон · a4 чёрная пешка · d4 белый король · h4 чёрная пешка · b3 чёрный слон · c3 чёрная пешка · d3 чёрный конь · e3 чёрная пешка · a2 чёрный ферзь · h2 белый ферзь | a8 чёрная ладья · e8 чёрный король · h8 чёрная ладья · a7 чёрная пешка · d7 чёрная пешка · e7 чёрная пешка · e6 белая ладья · c5 белый слон · f5 белый слон · a4 чёрная пешка · d4 белый король · h4 чёрная пешка · b3 чёрный слон · c3 чёрная пешка · d3 чёрный конь · e3 чёрная пешка · a2 чёрный ферзь · h2 белый ферзь | a8 чёрная ладья · e8 чёрный король · h8 чёрная ладья · a7 чёрная пешка · d7 чёрная пешка · e7 чёрная пешка · e6 белая ладья · c5 белый слон · f5 белый слон · a4 чёрная пешка · d4 белый король · h4 чёрная пешка · b3 чёрный слон · c3 чёрная пешка · d3 чёрный конь · e3 чёрная пешка · a2 чёрный ферзь · h2 белый ферзь | a8 чёрная ладья · e8 чёрный король · h8 чёрная ладья · a7 чёрная пешка · d7 чёрная пешка · e7 чёрная пешка · e6 белая ладья · c5 белый слон · f5 белый слон · a4 чёрная пешка · d4 белый король · h4 чёрная пешка · b3 чёрный слон · c3 чёрная пешка · d3 чёрный конь · e3 чёрная пешка · a2 чёрный ферзь · h2 белый ферзь | a8 чёрная ладья · e8 чёрный король · h8 чёрная ладья · a7 чёрная пешка · d7 чёрная пешка · e7 чёрная пешка · e6 белая ладья · c5 белый слон · f5 белый слон · a4 чёрная пешка · d4 белый король · h4 чёрная пешка · b3 чёрный слон · c3 чёрная пешка · d3 чёрный конь · e3 чёрная пешка · a2 чёрный ферзь · h2 белый ферзь | a8 чёрная ладья · e8 чёрный король · h8 чёрная ладья · a7 чёрная пешка · d7 чёрная пешка · e7 чёрная пешка · e6 белая ладья · c5 белый слон · f5 белый слон · a4 чёрная пешка · d4 белый король · h4 чёрная пешка · b3 чёрный слон · c3 чёрная пешка · d3 чёрный конь · e3 чёрная пешка · a2 чёрный ферзь · h2 белый ферзь | a8 чёрная ладья · e8 чёрный король · h8 чёрная ладья · a7 чёрная пешка · d7 чёрная пешка · e7 чёрная пешка · e6 белая ладья · c5 белый слон · f5 белый слон · a4 чёрная пешка · d4 белый король · h4 чёрная пешка · b3 чёрный слон · c3 чёрная пешка · d3 чёрный конь · e3 чёрная пешка · a2 чёрный ферзь · h2 белый ферзь | a8 чёрная ладья · e8 чёрный король · h8 чёрная ладья · a7 чёрная пешка · d7 чёрная пешка · e7 чёрная пешка · e6 белая ладья · c5 белый слон · f5 белый слон · a4 чёрная пешка · d4 белый король · h4 чёрная пешка · b3 чёрный слон · c3 чёрная пешка · d3 чёрный конь · e3 чёрная пешка · a2 чёрный ферзь · h2 белый ферзь | 5 |
| 4 | a8 чёрная ладья · e8 чёрный король · h8 чёрная ладья · a7 чёрная пешка · d7 чёрная пешка · e7 чёрная пешка · e6 белая ладья · c5 белый слон · f5 белый слон · a4 чёрная пешка · d4 белый король · h4 чёрная пешка · b3 чёрный слон · c3 чёрная пешка · d3 чёрный конь · e3 чёрная пешка · a2 чёрный ферзь · h2 белый ферзь | a8 чёрная ладья · e8 чёрный король · h8 чёрная ладья · a7 чёрная пешка · d7 чёрная пешка · e7 чёрная пешка · e6 белая ладья · c5 белый слон · f5 белый слон · a4 чёрная пешка · d4 белый король · h4 чёрная пешка · b3 чёрный слон · c3 чёрная пешка · d3 чёрный конь · e3 чёрная пешка · a2 чёрный ферзь · h2 белый ферзь | a8 чёрная ладья · e8 чёрный король · h8 чёрная ладья · a7 чёрная пешка · d7 чёрная пешка · e7 чёрная пешка · e6 белая ладья · c5 белый слон · f5 белый слон · a4 чёрная пешка · d4 белый король · h4 чёрная пешка · b3 чёрный слон · c3 чёрная пешка · d3 чёрный конь · e3 чёрная пешка · a2 чёрный ферзь · h2 белый ферзь | a8 чёрная ладья · e8 чёрный король · h8 чёрная ладья · a7 чёрная пешка · d7 чёрная пешка · e7 чёрная пешка · e6 белая ладья · c5 белый слон · f5 белый слон · a4 чёрная пешка · d4 белый король · h4 чёрная пешка · b3 чёрный слон · c3 чёрная пешка · d3 чёрный конь · e3 чёрная пешка · a2 чёрный ферзь · h2 белый ферзь | a8 чёрная ладья · e8 чёрный король · h8 чёрная ладья · a7 чёрная пешка · d7 чёрная пешка · e7 чёрная пешка · e6 белая ладья · c5 белый слон · f5 белый слон · a4 чёрная пешка · d4 белый король · h4 чёрная пешка · b3 чёрный слон · c3 чёрная пешка · d3 чёрный конь · e3 чёрная пешка · a2 чёрный ферзь · h2 белый ферзь | a8 чёрная ладья · e8 чёрный король · h8 чёрная ладья · a7 чёрная пешка · d7 чёрная пешка · e7 чёрная пешка · e6 белая ладья · c5 белый слон · f5 белый слон · a4 чёрная пешка · d4 белый король · h4 чёрная пешка · b3 чёрный слон · c3 чёрная пешка · d3 чёрный конь · e3 чёрная пешка · a2 чёрный ферзь · h2 белый ферзь | a8 чёрная ладья · e8 чёрный король · h8 чёрная ладья · a7 чёрная пешка · d7 чёрная пешка · e7 чёрная пешка · e6 белая ладья · c5 белый слон · f5 белый слон · a4 чёрная пешка · d4 белый король · h4 чёрная пешка · b3 чёрный слон · c3 чёрная пешка · d3 чёрный конь · e3 чёрная пешка · a2 чёрный ферзь · h2 белый ферзь | a8 чёрная ладья · e8 чёрный король · h8 чёрная ладья · a7 чёрная пешка · d7 чёрная пешка · e7 чёрная пешка · e6 белая ладья · c5 белый слон · f5 белый слон · a4 чёрная пешка · d4 белый король · h4 чёрная пешка · b3 чёрный слон · c3 чёрная пешка · d3 чёрный конь · e3 чёрная пешка · a2 чёрный ферзь · h2 белый ферзь | 4 |
| 3 | a8 чёрная ладья · e8 чёрный король · h8 чёрная ладья · a7 чёрная пешка · d7 чёрная пешка · e7 чёрная пешка · e6 белая ладья · c5 белый слон · f5 белый слон · a4 чёрная пешка · d4 белый король · h4 чёрная пешка · b3 чёрный слон · c3 чёрная пешка · d3 чёрный конь · e3 чёрная пешка · a2 чёрный ферзь · h2 белый ферзь | a8 чёрная ладья · e8 чёрный король · h8 чёрная ладья · a7 чёрная пешка · d7 чёрная пешка · e7 чёрная пешка · e6 белая ладья · c5 белый слон · f5 белый слон · a4 чёрная пешка · d4 белый король · h4 чёрная пешка · b3 чёрный слон · c3 чёрная пешка · d3 чёрный конь · e3 чёрная пешка · a2 чёрный ферзь · h2 белый ферзь | a8 чёрная ладья · e8 чёрный король · h8 чёрная ладья · a7 чёрная пешка · d7 чёрная пешка · e7 чёрная пешка · e6 белая ладья · c5 белый слон · f5 белый слон · a4 чёрная пешка · d4 белый король · h4 чёрная пешка · b3 чёрный слон · c3 чёрная пешка · d3 чёрный конь · e3 чёрная пешка · a2 чёрный ферзь · h2 белый ферзь | a8 чёрная ладья · e8 чёрный король · h8 чёрная ладья · a7 чёрная пешка · d7 чёрная пешка · e7 чёрная пешка · e6 белая ладья · c5 белый слон · f5 белый слон · a4 чёрная пешка · d4 белый король · h4 чёрная пешка · b3 чёрный слон · c3 чёрная пешка · d3 чёрный конь · e3 чёрная пешка · a2 чёрный ферзь · h2 белый ферзь | a8 чёрная ладья · e8 чёрный король · h8 чёрная ладья · a7 чёрная пешка · d7 чёрная пешка · e7 чёрная пешка · e6 белая ладья · c5 белый слон · f5 белый слон · a4 чёрная пешка · d4 белый король · h4 чёрная пешка · b3 чёрный слон · c3 чёрная пешка · d3 чёрный конь · e3 чёрная пешка · a2 чёрный ферзь · h2 белый ферзь | a8 чёрная ладья · e8 чёрный король · h8 чёрная ладья · a7 чёрная пешка · d7 чёрная пешка · e7 чёрная пешка · e6 белая ладья · c5 белый слон · f5 белый слон · a4 чёрная пешка · d4 белый король · h4 чёрная пешка · b3 чёрный слон · c3 чёрная пешка · d3 чёрный конь · e3 чёрная пешка · a2 чёрный ферзь · h2 белый ферзь | a8 чёрная ладья · e8 чёрный король · h8 чёрная ладья · a7 чёрная пешка · d7 чёрная пешка · e7 чёрная пешка · e6 белая ладья · c5 белый слон · f5 белый слон · a4 чёрная пешка · d4 белый король · h4 чёрная пешка · b3 чёрный слон · c3 чёрная пешка · d3 чёрный конь · e3 чёрная пешка · a2 чёрный ферзь · h2 белый ферзь | a8 чёрная ладья · e8 чёрный король · h8 чёрная ладья · a7 чёрная пешка · d7 чёрная пешка · e7 чёрная пешка · e6 белая ладья · c5 белый слон · f5 белый слон · a4 чёрная пешка · d4 белый король · h4 чёрная пешка · b3 чёрный слон · c3 чёрная пешка · d3 чёрный конь · e3 чёрная пешка · a2 чёрный ферзь · h2 белый ферзь | 3 |
| 2 | a8 чёрная ладья · e8 чёрный король · h8 чёрная ладья · a7 чёрная пешка · d7 чёрная пешка · e7 чёрная пешка · e6 белая ладья · c5 белый слон · f5 белый слон · a4 чёрная пешка · d4 белый король · h4 чёрная пешка · b3 чёрный слон · c3 чёрная пешка · d3 чёрный конь · e3 чёрная пешка · a2 чёрный ферзь · h2 белый ферзь | a8 чёрная ладья · e8 чёрный король · h8 чёрная ладья · a7 чёрная пешка · d7 чёрная пешка · e7 чёрная пешка · e6 белая ладья · c5 белый слон · f5 белый слон · a4 чёрная пешка · d4 белый король · h4 чёрная пешка · b3 чёрный слон · c3 чёрная пешка · d3 чёрный конь · e3 чёрная пешка · a2 чёрный ферзь · h2 белый ферзь | a8 чёрная ладья · e8 чёрный король · h8 чёрная ладья · a7 чёрная пешка · d7 чёрная пешка · e7 чёрная пешка · e6 белая ладья · c5 белый слон · f5 белый слон · a4 чёрная пешка · d4 белый король · h4 чёрная пешка · b3 чёрный слон · c3 чёрная пешка · d3 чёрный конь · e3 чёрная пешка · a2 чёрный ферзь · h2 белый ферзь | a8 чёрная ладья · e8 чёрный король · h8 чёрная ладья · a7 чёрная пешка · d7 чёрная пешка · e7 чёрная пешка · e6 белая ладья · c5 белый слон · f5 белый слон · a4 чёрная пешка · d4 белый король · h4 чёрная пешка · b3 чёрный слон · c3 чёрная пешка · d3 чёрный конь · e3 чёрная пешка · a2 чёрный ферзь · h2 белый ферзь | a8 чёрная ладья · e8 чёрный король · h8 чёрная ладья · a7 чёрная пешка · d7 чёрная пешка · e7 чёрная пешка · e6 белая ладья · c5 белый слон · f5 белый слон · a4 чёрная пешка · d4 белый король · h4 чёрная пешка · b3 чёрный слон · c3 чёрная пешка · d3 чёрный конь · e3 чёрная пешка · a2 чёрный ферзь · h2 белый ферзь | a8 чёрная ладья · e8 чёрный король · h8 чёрная ладья · a7 чёрная пешка · d7 чёрная пешка · e7 чёрная пешка · e6 белая ладья · c5 белый слон · f5 белый слон · a4 чёрная пешка · d4 белый король · h4 чёрная пешка · b3 чёрный слон · c3 чёрная пешка · d3 чёрный конь · e3 чёрная пешка · a2 чёрный ферзь · h2 белый ферзь | a8 чёрная ладья · e8 чёрный король · h8 чёрная ладья · a7 чёрная пешка · d7 чёрная пешка · e7 чёрная пешка · e6 белая ладья · c5 белый слон · f5 белый слон · a4 чёрная пешка · d4 белый король · h4 чёрная пешка · b3 чёрный слон · c3 чёрная пешка · d3 чёрный конь · e3 чёрная пешка · a2 чёрный ферзь · h2 белый ферзь | a8 чёрная ладья · e8 чёрный король · h8 чёрная ладья · a7 чёрная пешка · d7 чёрная пешка · e7 чёрная пешка · e6 белая ладья · c5 белый слон · f5 белый слон · a4 чёрная пешка · d4 белый король · h4 чёрная пешка · b3 чёрный слон · c3 чёрная пешка · d3 чёрный конь · e3 чёрная пешка · a2 чёрный ферзь · h2 белый ферзь | 2 |
| 1 | a8 чёрная ладья · e8 чёрный король · h8 чёрная ладья · a7 чёрная пешка · d7 чёрная пешка · e7 чёрная пешка · e6 белая ладья · c5 белый слон · f5 белый слон · a4 чёрная пешка · d4 белый король · h4 чёрная пешка · b3 чёрный слон · c3 чёрная пешка · d3 чёрный конь · e3 чёрная пешка · a2 чёрный ферзь · h2 белый ферзь | a8 чёрная ладья · e8 чёрный король · h8 чёрная ладья · a7 чёрная пешка · d7 чёрная пешка · e7 чёрная пешка · e6 белая ладья · c5 белый слон · f5 белый слон · a4 чёрная пешка · d4 белый король · h4 чёрная пешка · b3 чёрный слон · c3 чёрная пешка · d3 чёрный конь · e3 чёрная пешка · a2 чёрный ферзь · h2 белый ферзь | a8 чёрная ладья · e8 чёрный король · h8 чёрная ладья · a7 чёрная пешка · d7 чёрная пешка · e7 чёрная пешка · e6 белая ладья · c5 белый слон · f5 белый слон · a4 чёрная пешка · d4 белый король · h4 чёрная пешка · b3 чёрный слон · c3 чёрная пешка · d3 чёрный конь · e3 чёрная пешка · a2 чёрный ферзь · h2 белый ферзь | a8 чёрная ладья · e8 чёрный король · h8 чёрная ладья · a7 чёрная пешка · d7 чёрная пешка · e7 чёрная пешка · e6 белая ладья · c5 белый слон · f5 белый слон · a4 чёрная пешка · d4 белый король · h4 чёрная пешка · b3 чёрный слон · c3 чёрная пешка · d3 чёрный конь · e3 чёрная пешка · a2 чёрный ферзь · h2 белый ферзь | a8 чёрная ладья · e8 чёрный король · h8 чёрная ладья · a7 чёрная пешка · d7 чёрная пешка · e7 чёрная пешка · e6 белая ладья · c5 белый слон · f5 белый слон · a4 чёрная пешка · d4 белый король · h4 чёрная пешка · b3 чёрный слон · c3 чёрная пешка · d3 чёрный конь · e3 чёрная пешка · a2 чёрный ферзь · h2 белый ферзь | a8 чёрная ладья · e8 чёрный король · h8 чёрная ладья · a7 чёрная пешка · d7 чёрная пешка · e7 чёрная пешка · e6 белая ладья · c5 белый слон · f5 белый слон · a4 чёрная пешка · d4 белый король · h4 чёрная пешка · b3 чёрный слон · c3 чёрная пешка · d3 чёрный конь · e3 чёрная пешка · a2 чёрный ферзь · h2 белый ферзь | a8 чёрная ладья · e8 чёрный король · h8 чёрная ладья · a7 чёрная пешка · d7 чёрная пешка · e7 чёрная пешка · e6 белая ладья · c5 белый слон · f5 белый слон · a4 чёрная пешка · d4 белый король · h4 чёрная пешка · b3 чёрный слон · c3 чёрная пешка · d3 чёрный конь · e3 чёрная пешка · a2 чёрный ферзь · h2 белый ферзь | a8 чёрная ладья · e8 чёрный король · h8 чёрная ладья · a7 чёрная пешка · d7 чёрная пешка · e7 чёрная пешка · e6 белая ладья · c5 белый слон · f5 белый слон · a4 чёрная пешка · d4 белый король · h4 чёрная пешка · b3 чёрный слон · c3 чёрная пешка · d3 чёрный конь · e3 чёрная пешка · a2 чёрный ферзь · h2 белый ферзь | 1 |
|   | a | b | c | d | e | f | g | h |   |

Иллюзорная игра: 

1…0-0 2.Фg1+ Фg2 3.Ф:g2+ Kpf7 (Kph8) 4.Фg6 (Лh6)#, 

1…0-0-0 2.Лс6+ Kpb7 3.Фс7+ Кра8 4.Ф:а7#, 

1…Kpd8 2.C:e7+ Kpc8 3.Лc6+ Kpb7 4.Фс7#.
Решение: 

1.Фd6! (с угрозой 2.Ф:e7#) 

1…0-0 2.Лg6+ Kph8 3.Лh6+ Kp ~ 4.Фg6#,

1…0-0-0 2.Фа6+ Kp ~ 3.Ф:а7+ Крc8 4.Лс6#, 

1…Kpd8 2.Л:e7 K:c5 3.Л:d7+ K:d7 4.Ф:d7#. 

Перемена игры.
|   | a | b | c | d | e | f | g | h |   |
| - | --- | --- | --- | --- | --- | --- | --- | --- | - |
| 8 | c8 белая ладья · d8 белый король · f8 чёрный король · d6 чёрная пешка · g6 белая ладья · c5 чёрная ладья · d5 чёрная пешка · g5 чёрная пешка · b4 белая пешка · a2 чёрный слон · a1 чёрный слон | c8 белая ладья · d8 белый король · f8 чёрный король · d6 чёрная пешка · g6 белая ладья · c5 чёрная ладья · d5 чёрная пешка · g5 чёрная пешка · b4 белая пешка · a2 чёрный слон · a1 чёрный слон | c8 белая ладья · d8 белый король · f8 чёрный король · d6 чёрная пешка · g6 белая ладья · c5 чёрная ладья · d5 чёрная пешка · g5 чёрная пешка · b4 белая пешка · a2 чёрный слон · a1 чёрный слон | c8 белая ладья · d8 белый король · f8 чёрный король · d6 чёрная пешка · g6 белая ладья · c5 чёрная ладья · d5 чёрная пешка · g5 чёрная пешка · b4 белая пешка · a2 чёрный слон · a1 чёрный слон | c8 белая ладья · d8 белый король · f8 чёрный король · d6 чёрная пешка · g6 белая ладья · c5 чёрная ладья · d5 чёрная пешка · g5 чёрная пешка · b4 белая пешка · a2 чёрный слон · a1 чёрный слон | c8 белая ладья · d8 белый король · f8 чёрный король · d6 чёрная пешка · g6 белая ладья · c5 чёрная ладья · d5 чёрная пешка · g5 чёрная пешка · b4 белая пешка · a2 чёрный слон · a1 чёрный слон | c8 белая ладья · d8 белый король · f8 чёрный король · d6 чёрная пешка · g6 белая ладья · c5 чёрная ладья · d5 чёрная пешка · g5 чёрная пешка · b4 белая пешка · a2 чёрный слон · a1 чёрный слон | c8 белая ладья · d8 белый король · f8 чёрный король · d6 чёрная пешка · g6 белая ладья · c5 чёрная ладья · d5 чёрная пешка · g5 чёрная пешка · b4 белая пешка · a2 чёрный слон · a1 чёрный слон | 8 |
| 7 | c8 белая ладья · d8 белый король · f8 чёрный король · d6 чёрная пешка · g6 белая ладья · c5 чёрная ладья · d5 чёрная пешка · g5 чёрная пешка · b4 белая пешка · a2 чёрный слон · a1 чёрный слон | c8 белая ладья · d8 белый король · f8 чёрный король · d6 чёрная пешка · g6 белая ладья · c5 чёрная ладья · d5 чёрная пешка · g5 чёрная пешка · b4 белая пешка · a2 чёрный слон · a1 чёрный слон | c8 белая ладья · d8 белый король · f8 чёрный король · d6 чёрная пешка · g6 белая ладья · c5 чёрная ладья · d5 чёрная пешка · g5 чёрная пешка · b4 белая пешка · a2 чёрный слон · a1 чёрный слон | c8 белая ладья · d8 белый король · f8 чёрный король · d6 чёрная пешка · g6 белая ладья · c5 чёрная ладья · d5 чёрная пешка · g5 чёрная пешка · b4 белая пешка · a2 чёрный слон · a1 чёрный слон | c8 белая ладья · d8 белый король · f8 чёрный король · d6 чёрная пешка · g6 белая ладья · c5 чёрная ладья · d5 чёрная пешка · g5 чёрная пешка · b4 белая пешка · a2 чёрный слон · a1 чёрный слон | c8 белая ладья · d8 белый король · f8 чёрный король · d6 чёрная пешка · g6 белая ладья · c5 чёрная ладья · d5 чёрная пешка · g5 чёрная пешка · b4 белая пешка · a2 чёрный слон · a1 чёрный слон | c8 белая ладья · d8 белый король · f8 чёрный король · d6 чёрная пешка · g6 белая ладья · c5 чёрная ладья · d5 чёрная пешка · g5 чёрная пешка · b4 белая пешка · a2 чёрный слон · a1 чёрный слон | c8 белая ладья · d8 белый король · f8 чёрный король · d6 чёрная пешка · g6 белая ладья · c5 чёрная ладья · d5 чёрная пешка · g5 чёрная пешка · b4 белая пешка · a2 чёрный слон · a1 чёрный слон | 7 |
| 6 | c8 белая ладья · d8 белый король · f8 чёрный король · d6 чёрная пешка · g6 белая ладья · c5 чёрная ладья · d5 чёрная пешка · g5 чёрная пешка · b4 белая пешка · a2 чёрный слон · a1 чёрный слон | c8 белая ладья · d8 белый король · f8 чёрный король · d6 чёрная пешка · g6 белая ладья · c5 чёрная ладья · d5 чёрная пешка · g5 чёрная пешка · b4 белая пешка · a2 чёрный слон · a1 чёрный слон | c8 белая ладья · d8 белый король · f8 чёрный король · d6 чёрная пешка · g6 белая ладья · c5 чёрная ладья · d5 чёрная пешка · g5 чёрная пешка · b4 белая пешка · a2 чёрный слон · a1 чёрный слон | c8 белая ладья · d8 белый король · f8 чёрный король · d6 чёрная пешка · g6 белая ладья · c5 чёрная ладья · d5 чёрная пешка · g5 чёрная пешка · b4 белая пешка · a2 чёрный слон · a1 чёрный слон | c8 белая ладья · d8 белый король · f8 чёрный король · d6 чёрная пешка · g6 белая ладья · c5 чёрная ладья · d5 чёрная пешка · g5 чёрная пешка · b4 белая пешка · a2 чёрный слон · a1 чёрный слон | c8 белая ладья · d8 белый король · f8 чёрный король · d6 чёрная пешка · g6 белая ладья · c5 чёрная ладья · d5 чёрная пешка · g5 чёрная пешка · b4 белая пешка · a2 чёрный слон · a1 чёрный слон | c8 белая ладья · d8 белый король · f8 чёрный король · d6 чёрная пешка · g6 белая ладья · c5 чёрная ладья · d5 чёрная пешка · g5 чёрная пешка · b4 белая пешка · a2 чёрный слон · a1 чёрный слон | c8 белая ладья · d8 белый король · f8 чёрный король · d6 чёрная пешка · g6 белая ладья · c5 чёрная ладья · d5 чёрная пешка · g5 чёрная пешка · b4 белая пешка · a2 чёрный слон · a1 чёрный слон | 6 |
| 5 | c8 белая ладья · d8 белый король · f8 чёрный король · d6 чёрная пешка · g6 белая ладья · c5 чёрная ладья · d5 чёрная пешка · g5 чёрная пешка · b4 белая пешка · a2 чёрный слон · a1 чёрный слон | c8 белая ладья · d8 белый король · f8 чёрный король · d6 чёрная пешка · g6 белая ладья · c5 чёрная ладья · d5 чёрная пешка · g5 чёрная пешка · b4 белая пешка · a2 чёрный слон · a1 чёрный слон | c8 белая ладья · d8 белый король · f8 чёрный король · d6 чёрная пешка · g6 белая ладья · c5 чёрная ладья · d5 чёрная пешка · g5 чёрная пешка · b4 белая пешка · a2 чёрный слон · a1 чёрный слон | c8 белая ладья · d8 белый король · f8 чёрный король · d6 чёрная пешка · g6 белая ладья · c5 чёрная ладья · d5 чёрная пешка · g5 чёрная пешка · b4 белая пешка · a2 чёрный слон · a1 чёрный слон | c8 белая ладья · d8 белый король · f8 чёрный король · d6 чёрная пешка · g6 белая ладья · c5 чёрная ладья · d5 чёрная пешка · g5 чёрная пешка · b4 белая пешка · a2 чёрный слон · a1 чёрный слон | c8 белая ладья · d8 белый король · f8 чёрный король · d6 чёрная пешка · g6 белая ладья · c5 чёрная ладья · d5 чёрная пешка · g5 чёрная пешка · b4 белая пешка · a2 чёрный слон · a1 чёрный слон | c8 белая ладья · d8 белый король · f8 чёрный король · d6 чёрная пешка · g6 белая ладья · c5 чёрная ладья · d5 чёрная пешка · g5 чёрная пешка · b4 белая пешка · a2 чёрный слон · a1 чёрный слон | c8 белая ладья · d8 белый король · f8 чёрный король · d6 чёрная пешка · g6 белая ладья · c5 чёрная ладья · d5 чёрная пешка · g5 чёрная пешка · b4 белая пешка · a2 чёрный слон · a1 чёрный слон | 5 |
| 4 | c8 белая ладья · d8 белый король · f8 чёрный король · d6 чёрная пешка · g6 белая ладья · c5 чёрная ладья · d5 чёрная пешка · g5 чёрная пешка · b4 белая пешка · a2 чёрный слон · a1 чёрный слон | c8 белая ладья · d8 белый король · f8 чёрный король · d6 чёрная пешка · g6 белая ладья · c5 чёрная ладья · d5 чёрная пешка · g5 чёрная пешка · b4 белая пешка · a2 чёрный слон · a1 чёрный слон | c8 белая ладья · d8 белый король · f8 чёрный король · d6 чёрная пешка · g6 белая ладья · c5 чёрная ладья · d5 чёрная пешка · g5 чёрная пешка · b4 белая пешка · a2 чёрный слон · a1 чёрный слон | c8 белая ладья · d8 белый король · f8 чёрный король · d6 чёрная пешка · g6 белая ладья · c5 чёрная ладья · d5 чёрная пешка · g5 чёрная пешка · b4 белая пешка · a2 чёрный слон · a1 чёрный слон | c8 белая ладья · d8 белый король · f8 чёрный король · d6 чёрная пешка · g6 белая ладья · c5 чёрная ладья · d5 чёрная пешка · g5 чёрная пешка · b4 белая пешка · a2 чёрный слон · a1 чёрный слон | c8 белая ладья · d8 белый король · f8 чёрный король · d6 чёрная пешка · g6 белая ладья · c5 чёрная ладья · d5 чёрная пешка · g5 чёрная пешка · b4 белая пешка · a2 чёрный слон · a1 чёрный слон | c8 белая ладья · d8 белый король · f8 чёрный король · d6 чёрная пешка · g6 белая ладья · c5 чёрная ладья · d5 чёрная пешка · g5 чёрная пешка · b4 белая пешка · a2 чёрный слон · a1 чёрный слон | c8 белая ладья · d8 белый король · f8 чёрный король · d6 чёрная пешка · g6 белая ладья · c5 чёрная ладья · d5 чёрная пешка · g5 чёрная пешка · b4 белая пешка · a2 чёрный слон · a1 чёрный слон | 4 |
| 3 | c8 белая ладья · d8 белый король · f8 чёрный король · d6 чёрная пешка · g6 белая ладья · c5 чёрная ладья · d5 чёрная пешка · g5 чёрная пешка · b4 белая пешка · a2 чёрный слон · a1 чёрный слон | c8 белая ладья · d8 белый король · f8 чёрный король · d6 чёрная пешка · g6 белая ладья · c5 чёрная ладья · d5 чёрная пешка · g5 чёрная пешка · b4 белая пешка · a2 чёрный слон · a1 чёрный слон | c8 белая ладья · d8 белый король · f8 чёрный король · d6 чёрная пешка · g6 белая ладья · c5 чёрная ладья · d5 чёрная пешка · g5 чёрная пешка · b4 белая пешка · a2 чёрный слон · a1 чёрный слон | c8 белая ладья · d8 белый король · f8 чёрный король · d6 чёрная пешка · g6 белая ладья · c5 чёрная ладья · d5 чёрная пешка · g5 чёрная пешка · b4 белая пешка · a2 чёрный слон · a1 чёрный слон | c8 белая ладья · d8 белый король · f8 чёрный король · d6 чёрная пешка · g6 белая ладья · c5 чёрная ладья · d5 чёрная пешка · g5 чёрная пешка · b4 белая пешка · a2 чёрный слон · a1 чёрный слон | c8 белая ладья · d8 белый король · f8 чёрный король · d6 чёрная пешка · g6 белая ладья · c5 чёрная ладья · d5 чёрная пешка · g5 чёрная пешка · b4 белая пешка · a2 чёрный слон · a1 чёрный слон | c8 белая ладья · d8 белый король · f8 чёрный король · d6 чёрная пешка · g6 белая ладья · c5 чёрная ладья · d5 чёрная пешка · g5 чёрная пешка · b4 белая пешка · a2 чёрный слон · a1 чёрный слон | c8 белая ладья · d8 белый король · f8 чёрный король · d6 чёрная пешка · g6 белая ладья · c5 чёрная ладья · d5 чёрная пешка · g5 чёрная пешка · b4 белая пешка · a2 чёрный слон · a1 чёрный слон | 3 |
| 2 | c8 белая ладья · d8 белый король · f8 чёрный король · d6 чёрная пешка · g6 белая ладья · c5 чёрная ладья · d5 чёрная пешка · g5 чёрная пешка · b4 белая пешка · a2 чёрный слон · a1 чёрный слон | c8 белая ладья · d8 белый король · f8 чёрный король · d6 чёрная пешка · g6 белая ладья · c5 чёрная ладья · d5 чёрная пешка · g5 чёрная пешка · b4 белая пешка · a2 чёрный слон · a1 чёрный слон | c8 белая ладья · d8 белый король · f8 чёрный король · d6 чёрная пешка · g6 белая ладья · c5 чёрная ладья · d5 чёрная пешка · g5 чёрная пешка · b4 белая пешка · a2 чёрный слон · a1 чёрный слон | c8 белая ладья · d8 белый король · f8 чёрный король · d6 чёрная пешка · g6 белая ладья · c5 чёрная ладья · d5 чёрная пешка · g5 чёрная пешка · b4 белая пешка · a2 чёрный слон · a1 чёрный слон | c8 белая ладья · d8 белый король · f8 чёрный король · d6 чёрная пешка · g6 белая ладья · c5 чёрная ладья · d5 чёрная пешка · g5 чёрная пешка · b4 белая пешка · a2 чёрный слон · a1 чёрный слон | c8 белая ладья · d8 белый король · f8 чёрный король · d6 чёрная пешка · g6 белая ладья · c5 чёрная ладья · d5 чёрная пешка · g5 чёрная пешка · b4 белая пешка · a2 чёрный слон · a1 чёрный слон | c8 белая ладья · d8 белый король · f8 чёрный король · d6 чёрная пешка · g6 белая ладья · c5 чёрная ладья · d5 чёрная пешка · g5 чёрная пешка · b4 белая пешка · a2 чёрный слон · a1 чёрный слон | c8 белая ладья · d8 белый король · f8 чёрный король · d6 чёрная пешка · g6 белая ладья · c5 чёрная ладья · d5 чёрная пешка · g5 чёрная пешка · b4 белая пешка · a2 чёрный слон · a1 чёрный слон | 2 |
| 1 | c8 белая ладья · d8 белый король · f8 чёрный король · d6 чёрная пешка · g6 белая ладья · c5 чёрная ладья · d5 чёрная пешка · g5 чёрная пешка · b4 белая пешка · a2 чёрный слон · a1 чёрный слон | c8 белая ладья · d8 белый король · f8 чёрный король · d6 чёрная пешка · g6 белая ладья · c5 чёрная ладья · d5 чёрная пешка · g5 чёрная пешка · b4 белая пешка · a2 чёрный слон · a1 чёрный слон | c8 белая ладья · d8 белый король · f8 чёрный король · d6 чёрная пешка · g6 белая ладья · c5 чёрная ладья · d5 чёрная пешка · g5 чёрная пешка · b4 белая пешка · a2 чёрный слон · a1 чёрный слон | c8 белая ладья · d8 белый король · f8 чёрный король · d6 чёрная пешка · g6 белая ладья · c5 чёрная ладья · d5 чёрная пешка · g5 чёрная пешка · b4 белая пешка · a2 чёрный слон · a1 чёрный слон | c8 белая ладья · d8 белый король · f8 чёрный король · d6 чёрная пешка · g6 белая ладья · c5 чёрная ладья · d5 чёрная пешка · g5 чёрная пешка · b4 белая пешка · a2 чёрный слон · a1 чёрный слон | c8 белая ладья · d8 белый король · f8 чёрный король · d6 чёрная пешка · g6 белая ладья · c5 чёрная ладья · d5 чёрная пешка · g5 чёрная пешка · b4 белая пешка · a2 чёрный слон · a1 чёрный слон | c8 белая ладья · d8 белый король · f8 чёрный король · d6 чёрная пешка · g6 белая ладья · c5 чёрная ладья · d5 чёрная пешка · g5 чёрная пешка · b4 белая пешка · a2 чёрный слон · a1 чёрный слон | c8 белая ладья · d8 белый король · f8 чёрный король · d6 чёрная пешка · g6 белая ладья · c5 чёрная ладья · d5 чёрная пешка · g5 чёрная пешка · b4 белая пешка · a2 чёрный слон · a1 чёрный слон | 1 |
|   | a | b | c | d | e | f | g | h |   |

Кооперативный мат в 2 хода:

I. 1.Лc2 Лc3 2.Лb2 Лf3#

II. 1.Лc3 Лc4 2.g4 Лf4#

III. 1.Лc4 Лc5 2.d4 Лf5# 

IV. 1.d4 Лc6 2.d5 Лf6# 

Эхо-маты.

## Спортивные достижения
| Год  | Турнир                                    | Место |
| ---- | ----------------------------------------- | ----- |
| 1947 | 1-й личный чемпионат СССР (двухходовки)   | 13    |
|      | 1-й личный чемпионат СССР (трёхходовки)   | 11—12 |
|      | 1-й личный чемпионат СССР (этюды)         | 12—13 |
| 1952 | 3-й личный чемпионат СССР (многоходовки)  | 11    |
| 1962 | 6-й личный чемпионат СССР (двухходовки)   | 6     |
|      | 6-й личный чемпионат СССР (трёхходовки)   | 13    |
|      | 6-й личный чемпионат СССР (многоходовки)  | 16    |
| 1965 | 7-й личный чемпионат СССР (двухходовки)   | 9—10  |
| 1967 | 8-й личный чемпионат СССР (двухходовки)   | 8     |
|      | 8-й личный чемпионат СССР (трёхходовки)   | 9     |
| 1969 | 9-й личный чемпионат СССР (трёхходовки)   | 8     |
|      | 9-й личный чемпионат СССР (многоходовки)  | 8—9   |
|      | 3-й личный чемпионат РСФСР (двухходовки)  | 1     |
| 1971 | 10-й личный чемпионат СССР (трёхходовки)  | 16    |
| 1973 | 11-й личный чемпионат СССР (трёхходовки)  | 15—16 |
| 1981 | 13-й личный чемпионат СССР (трёхходовки)  | 9     |
| 1983 | 14-й личный чемпионат СССР (трёхходовки)  | 12    |
|      | 14-й личный чемпионат СССР (многоходовки) | 14    |
| 1984 | 15-й личный чемпионат СССР (многоходовки) | 7     |
| 1987 | 17-й чемпионат СССР (многоходовки)        | 6     |

## Статьи
- Интересная возможность // Шахматы в СССР, 1952.— 7.— С. 224.
- О лишних фигурах в задаче // Шахматы в СССР, 1953.— 12.— С. 381.
- Контркомбинация чёрных в задачах // Шахматы (Рига), 1961.
- Продолженная защита белых в двухходовках // Шахматы (Рига), 1961.— 13.— С. 29
- «Антимагнит» // Шахматы (Рига), 1961.— 14.— С. III
- Усложнение задачных тем // Шахматы в СССР, 1965.— 9.— С. 30.
- Многоходовка-68 // Шахматы в СССР, 1969.— VI.— С. 30.
- Два ослабления одним ходом // Шахматы в СССР, 1972.— 11:31.
- Двойное ослабление // «64», 1973.— 20(256).— С. 14-15
- Пешки, вперёд! // «64», 1974.— 37(324).— С. 15
- Магнит Лошинского // 64 — Шахматное обозрение, 1980.— 18(617).— С. 31.
- Поиск // 64 — Шахматное обозрение, 1984.— 22(717).— С. 26.